# 리처드 오브라이언
리처드 오브라이언(Richard O'Brien, 1942년 3월 25일 ~ )은 잉글랜드의 배우이다.

## 출연 작품
- 다크 시티